# 1978-as magyar teniszbajnokság
Az 1978-as magyar teniszbajnokság a hetvenkilencedik magyar bajnokság volt. A bajnokságot szeptember 17. és 24. között rendezték meg Budapesten, a Dózsa margitszigeti teniszstadionjában.

## Eredmények
| Versenyszám  | Arany                                              | Arany | Ezüst                                        | Ezüst | Bronz                                                                                              | Bronz |
| ------------ | -------------------------------------------------- | ----- | -------------------------------------------- | ----- | -------------------------------------------------------------------------------------------------- | ----- |
| Férfi egyéni | Taróczy Balázs Vasas SC                            |       | Benyik János Újpesti Dózsa                   |       | Machán Róbert NIM SE                                                                               |       |
| Női egyéni   | Lakingerné Szörényi Judit BSE                      |       | Fodor Klára BSE                              |       | Fagyas Katalin Vasas SC                                                                            |       |
| Férfi páros  | Taróczy Balázs, Szőke Péter Vasas SC, MTK-VM       |       | Baranyi Szabolcs, Benyik János Újpesti Dózsa |       | Machán Róbert, Szőcsik András NIM SE, MTK-VMVarga Géza, Lázár Vilmos Újpesti Dózsa                 |       |
| Női páros    | Szabó Éva, Lakingerné Szörényi Judit Vasas SC, BSE |       | Budai Judit, Lugasi Lilla Bp. Honvéd         |       | Balogh Betty, Szabó Éva Bp. Spartacus, Haladás VSEFridenzi Éva, Szörényi Angéla Újpesti Dózsa, BSE |       |
| Vegyes páros | Machán Róbert, Szabó Éva NIM SE, Vasas SC          |       | Benyik János, Rózsavölgyi Éva Újpesti Dózsa  |       | Csoknyai Bertalan, Balogh Betty Bp. SpartacusMészáros István, Lugasi Lilla Bp. Honvéd              |       |